# Nu Centauri
Nu Centauri (ν Cen, ν Centauri) é uma estrela na constelação de Centaurus. Tem uma magnitude aparente visual de 3,39, sendo visível a olho nu. Com base em medições de paralaxe, está localizada a aproximadamente 437 anos-luz (134 parsecs) da Terra.
Nu Centauri é uma binária espectroscópica de linha única, o que significa que a segunda estrela foi descoberta a partir de variações no espectro da primária, ao invés de ter sido detectada visualmente. O par está orbitando o centro de massa do sistema em uma órbita circular (excentricidade zero) com um período de 2,622 dias. A separação entre as duas estrelas é estimada em 0,08 UA.
O componente primário do sistema é classificado como uma estrela subgigante de classe B com um tipo espectral de B2 IV, apesar de estar ainda na sequência principal. É uma estrela Be, indicando que foram detectadas linhas de emissão em seu espectro, que provavelmente são o resultado de interações com a estrela secundária do sistema. Possui uma massa de 8,5 vezes a massa solar e raio de 6,7 raios solares. Está irradiando 5 000 vezes a luminosidade solar de sua fotosfera a uma temperatura efetiva de 22 400 K. É uma estrela variável do tipo Beta Cephei, com um período inicialmente detectado de 0,17 dias. Um estudo de 2002 não detectou esse período de 0,17 dias, e concluiu que a estrela possui quatro períodos de pulsação, dentre sete possíveis períodos que variam entre 0,13 e 0,43 dias.
O sistema é membro do subgrupo Centaurus Superior-Lupus da associação Scorpius–Centaurus, a associação OB mais próxima do Sol. Sua idade, estimada por modelos evolucionários, é de 18 milhões de anos. Possui uma velocidade peculiar de 15,1 ± 2,1 km/s, não sendo considerado uma possível estrela fugitiva.